# Daniela Schiller
Daniela Schiller (Rishon LeZion, Israel, 26 d'octubre de 1972) és una neurocientífica que dirigeix el Laboratori de Neurociència Afectiva de la Facultat de Medicina Mount Sinai. És especialment coneguda pel seu treball sobre la reconsolidació de la memòria i la modificació de l'aprenentatge emocional i la memòria, per tal d'alleujar els records traumàtics.

## Primers anys i educació
Daniela Schiller va néixer a Rishon LeZion, Israel. És filla de mare marroquina i pare ucraïnès. El seu pare, Sigmund Schiller, és un supervivent de l'Holocaust. Schiller és la més petita de quatre fills. Es va llicenciar en psicologia i filosofia el 1996 i es va doctorar en psicobiologia a la Universitat de Tel-Aviv el 2004. Va rebre una beca Fulbright i va treballar amb Elizabeth A. Phelps i Joseph E. LeDoux a la Universitat de Nova York. Schiller a més toca la bateria i canta els cors de The Amygdaloids, un grup de rock format per neurocientífics, i és bateria del grup Supersmall.

## Premis i reconeixements
- 2014: Beca Klingenstein-Simons en Neurociència.[6]
- 2013: Kavli Frontiers of Science Fellow, Acadèmia Nacional de Ciències.[7]
- Premi Blavatnik 2010 per a joves científics.[2]
- 2005: Fulbright Scholar.[8]

## Recerca científica
El principal camp d'investigació de Schiller és descobrir els mecanismes neurocognitius que fan que els records emocionals siguin moldejables, permetent així la modificació de la memòria i l'ajust adaptatiu del comportament emocional i social.